# باربیانلو
باربیانلو (به ایتالیایی: Barbianello) یک کومونه در ایتالیا است که در استان پاویا واقع شده‌است.

## خصوصیات
باربیانلو ۱۱٫۸۳ کیلومترمربع مساحت و ۸۳۵ نفر جمعیت دارد و ۶۳ متر بالاتر از سطح دریا واقع شده‌است.